# Riu Markham
El riu Markham és un riu a l'est de Papua Nova Guinea. S'origina a la serralada de Finisterre i flueix durant 180 km per desembocar al golf de Huon, a Lae.
El capità John Moresby, de la Royal Navy, el va nomenar així el 1873, en honor de Sir Clements Markham, llavors secretari de la Royal Geographical Society. El gener de 1955 es va obrir un pont d'acer d'un sol carril, de 1.690 peus de llarg, amb diferència el pont més llarg construït a Papua fins aquell moment.

## Ecologia
El riu discorre en gran mesura per l'ecoregió de boscs humits de terres baixes inundades d'aigua dolça de Nova Guinea septentrional.